# Pedro Meneses Hoyos
Pedro Meneses Hoyos (Mérida, Yucatán, México, 9 de septiembre de 1903-Ciudad Juárez, Chihuahua, México, 5 de mayo de 1998) fue un periodista y empresario de los medios de comunicación de origen mexicano.

## Biografía
Nacido en Mérida, Yucatán, el 9 de septiembre de 1903. Fue hijo de Pedro Daniel Meneses Ramos y Rafaela Hoyos Regla de la Cerda.
Se casó con Beatriz Molinar Fernández el 12 de septiembre de 1926, en Chihuahua y en 1930 fue el primer presidente de la liga Juárez de Béisbol.
El 17 de mayo de 1954, funda XEJ-TDT inicialmente afiliada de Telesistema Mexicano. La estación de televisión dio a conocer al talento local en sus programas, sobresaliendo: Germán Valdés "Tin Tan", Francisco Avitia el charro Avitia, Lorenzo de Monteclaro, Adán Luna, también conocido como Juan Gabriel, entre otros.
En 1960, Canal 5 realizó un Teletón, el primero en Ciudad Juárez, que organizó el Club 20-30 al lado de Arnoldo Cabada de la O; el Teletón era organizado para reunir leche para lactantes de las colonias pobres de Ciudad Juárez. 
Falleció el 5 de mayo de 1998, en Juárez, Chihuahua, México, a la edad de 94 años.
- Datos: Q110894384